# Cancellieri (famiglia)
(Dino Compagni, Cronica delle cose occorrenti ne' tempi suoi, Libro I, 25)

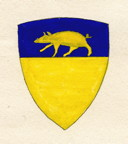
Stemma della famiglia Cancellieri

I Cancellieri furono una delle più influenti famiglie di Pistoia durante il medioevo.

## Storia familiare

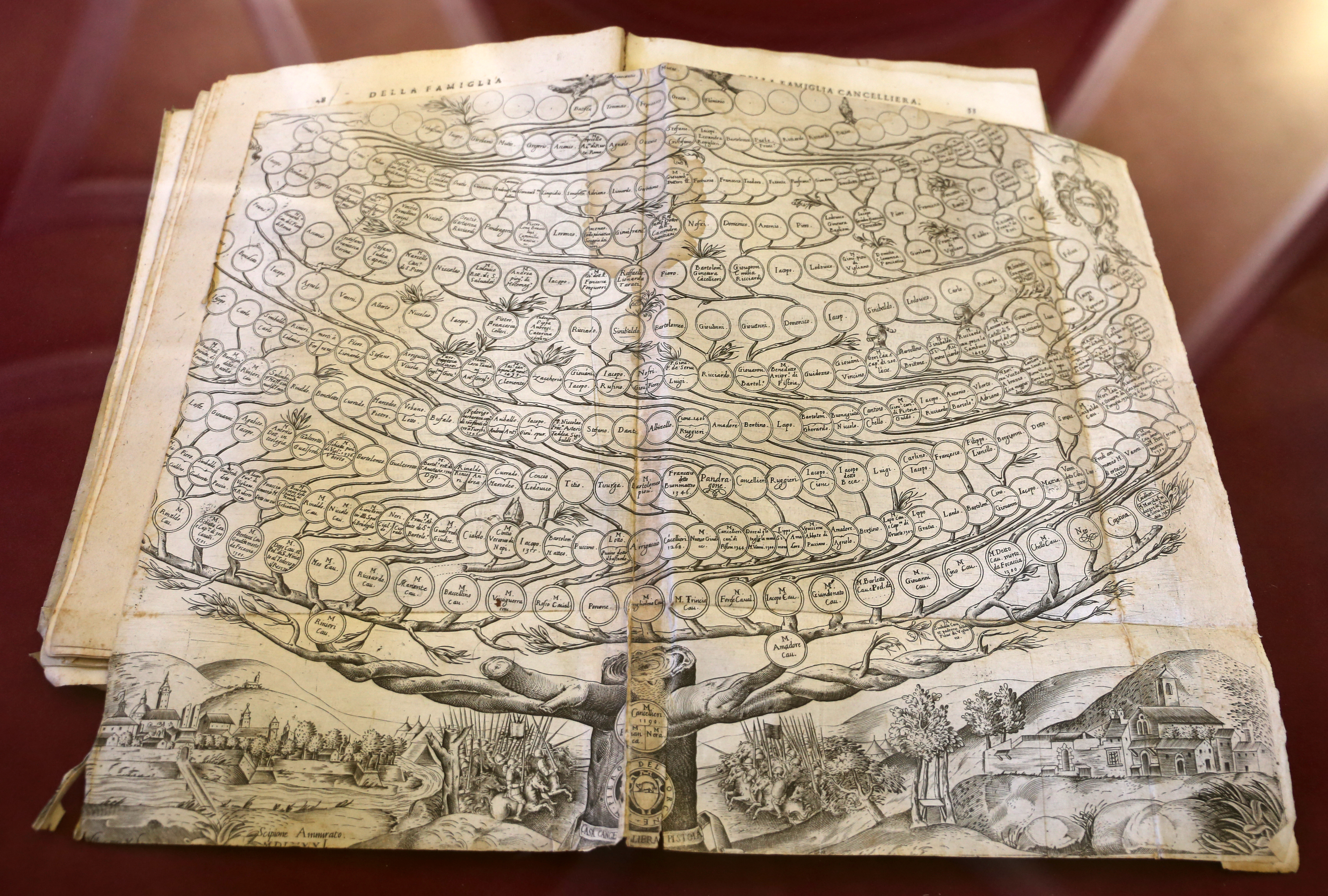
Albero genealogico della famiglia Cancellieri, Scipione Ammirato, Historia della famiglia Cancelliera di Pistoia, 1622

Loro nemici storici erano la famiglia ghibellina dei Panciatichi. Una volta ottenuto il sopravvento sui Panciatichi, molti dei quali furono esiliati, la famiglia Cancellieri si divise in due fazioni, in lotta tra loro: la bianca e la nera.
Dino Compagni e Giovanni Villani raccontano come nella seconda metà del Duecento all'interno della famiglia fosse nata una lite tra cugini a causa dell'alcol. Non senza sottolineare la proverbiale litigiosità dei Pistoiesi, i due storici fiorentini raccontano come da questione privata si arrivò a una scissione familiare in due rami e due partiti, ai quali si aggregarono gradualmente (tramite il sistema delle consorterie) altre famiglie fino ad avere la città schierata in due partiti che si facevano una strenua lotta: i Bianchi e i Neri.
L'etimologia dei nomi è incerta e si pensa che prenda origine da una certa fanciulla chiamata Bianca. Quando le cariche di governo venivano ormai elette a metà tra un partito e l'altro, fu sancita la definitiva esistenza degli schieramenti. La situazione pistoiese era ben nota ai fiorentini, che vi inviavano da tempo un potestà a guidare la città, e che spesso cercavano di avvantaggiarsi da questa situazione di debolezza, intascando denari tramite magistrati poco scrupolosi, che con leggerezza assegnavano multe per le frequenti discordie, sulle cui ammende pecuniarie per legge avevano diritto ad una percentuale.
A capo della fazione dei Neri c'era Simone da Pantano, amico di Corso Donati, mentre a capo dei Bianchi c'era Schiatta Amati, imparentato con i Cerchi di Firenze. Entrambi erano esponenti della famiglia Cancellieri.
I contendenti o i litigiosi della famiglia che avevano creato disordini in città tra il 1294 e il 1296 vennero esiliati nella vicina città di Firenze dove gli uni, i bianchi, troveranno l'appoggio della famiglia dei Cerchi e gli altri, i neri, della famiglia dei Donati. Successivamente questa divisione si combinò con i dissapori già esistenti tra le due famiglie fiorentine e diede il nome anche alle analoghe fazioni di Firenze. 
Politicamente la scissione verteva su chi, pur difendendo il Pontefice, non precludeva il ritorno o la necessità dell'imperatore (cioè i guelfi Bianchi) e chi invece trovava indispensabile che il governo debba essere affidato al Papa perché "misso domenici" (mandato dal signore). Nella pratica poi erano gli interessi commerciali e gli odi personali a dettare i veri andamenti di quella che divenne una vera e propria guerra civile. 
Anche il Machiavelli citò l'episodio nelle sue Istorie fiorentine.
Le lotte tra le due fazioni pistoiesi però continuarono per molte generazioni a seguire. Nel 1537 si svolse un grave fatto di sangue: i Cancellieri, in fuga da Pistoia, si rifugiarono a Cutigliano, dove vennero raggiunti dalle truppe di Niccolò Bracciolini, della fazione dei Panciatichi. Rinchiusisi nella chiesa di San Bartolomeo, si arresero agli armigeri, ma quando aprirone le porte vennero tutti trucidati, compresi le donne i bambini, finché non venne dato fuoco all'intero edificio.